# Дежарден, Жюльен
Жюльен Дежарден (фр. Julien Desjardins; 27 июля 1799, Флак — 18 апреля 1840, Париж) — французский зоолог.

## Биография
Родился на принадлежавшем Франции острове Маврикий в семье Жульена Жана Дежардена (Julien Jouan Desjardins, 1766—1853) и Генриетты Эмилии Маркотте (Henriette Émilie Marcotte).
В 1822—1824 учился в Париже под руководством Жоржа Кювье. В этот период на Дежардена повлияли такие учёные, как Тенар, Гей-Люссак, Латрейль. Решив не становиться инженером, он выбрал карьеру естествоиспытателя, к которой чувствовал склонность с ранних лет.
11 августа 1829 года основал Общество естественной истории на Маврикии (Société d’Histoire Naturelle de l'Île Maurice), став его первым секретарем и издателем наблюдений. В 1839 покинул остров снова, отплыв во Францию. Там он собирался опубликовать свои наблюдения, но скончался. Дежардена пережила вдова.
Описал два вида рыб Chaetodon blackburnii Desjardins, 1836 Antennarius maculatus (Desjardins, 1840) и многоножку Sechelleptus seychellarum (Desjardins, 1835)
В честь рано умершего учёного назван ряд биологических таксонов.